# یواس‌اس اپورچون (ای‌آراس-۴۱)
یواس‌اس اپورچون (ای‌آراس-۴۱) (به انگلیسی: USS Opportune (ARS-41)) یک کشتی بود که طول آن ۲۱۳ فوت ۶ اینچ (۶۵٫۰۷ متر) بود. این کشتی در سال ۱۹۴۵ ساخته شد.